# Joachim Kerzel

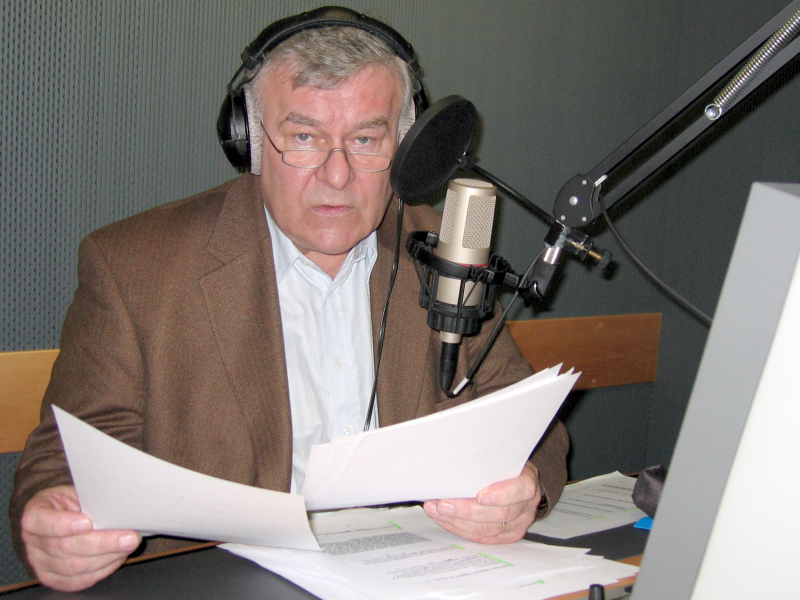
Joachim Kerzel im März 2007

Joachim Kerzel (* 10. Dezember 1941 in Hindenburg/Oberschlesien) ist ein deutscher Schauspieler, Synchron-, Hörspiel-, Hörbuch und Off-Sprecher. Als deutsche Stimme internationaler Charakterdarsteller wie Jack Nicholson, Dustin Hoffman, Dennis Hopper, Robert Wagner, Harvey Keitel, Jean Reno und Anthony Hopkins gehört er zu den profiliertesten Sprechern im deutschsprachigen Raum. Für seine Synchronisation von Jack Nicholson in About Schmidt erhielt Kerzel 2003 den Deutschen Preis für Synchron.

## Leben und Wirken (Auswahl)

### Theater
Nach der Flucht im Jahr 1945 wuchs Joachim Kerzel in Augsburg auf und absolvierte von 1958 bis 1961 eine Ausbildung zum Schlosser und Ölheizungsmonteur. Im Anschluss leistete er seinen Wehrdienst als Funker bei der Bundesmarine. Von 1963 bis 1966 besuchte er in Hannover die Staatlichen Hochschulen für Musik und Theater und ließ sich dort zum Schauspieler ausbilden. 1965 debütierte er im Rahmen der Kreuzgangspiele Feuchtwangen als Lionel in Schillers Tragödie Die Jungfrau von Orléans. Nach bestandener Bühnenreifeprüfung folgte ein zweijähriges Engagement am Stadttheater Hildesheim. Dort agierte Kerzel unter anderem als gleichnamiger Protagonist in Wilhelm Tell, als Tellheim in Minna von Barnhelm und in Von Mäusen und Menschen. Von 1969 bis 1978 gehörte er zum Ensemble der Staatlichen Schauspielbühnen Berlin und stellte dort unter anderem Tusenbach in Tschechows Drama Drei Schwestern und Domingo in Schillers Drama Don Karlos dar. Im Anschluss war Kerzel als freischaffender Schauspieler tätig und trat als solcher insbesondere im Theater am Kurfürstendamm auf, darunter in Komödien wie Freunde in der Not (1979) und Drei Schlafzimmer (1980) von Alan Ayckbourn, die unter der Regie von Wolfgang Spier inszeniert und ins Fernsehen übertragen wurden. Unter der Regie von Rolf von Sydow spielte Joachim Kerzel in Laus im Pelz (1987) an der Seite von Dieter Hallervorden. 1996 verkörperte er an der Berliner Tribüne Theobald Maske in Carl Sternheims Lustspiel Die Hose. Von 1989 bis 1992 leitete er in Berlin ein Theater mit dem Namen Intimes Theater.

### Film und Fernsehen
Parallel zu seiner Bühnentätigkeit war Kerzel mit Beginn der 1970er Jahre auch sporadisch vor der Kamera aktiv, so in Wolf Dietrichs Mehrteiler Das Jahrhundert der Chirurgen (1972), in Der Zweck heiligt die Mittel (1973) unter der Regie von Fritz Umgelter, Keine Spürhunde für den Fiskus (1974) von Thomas Fantl und in Hartmut Griesmayrs Literaturverfilmung Meister Timpe (1980). In der zwölfteiligen ZDF-Serie Lukas und Sohn (1989) stellte Kerzel die Figur des Karl dar, Episodenrollen übernahm er unter anderem in Café Wernicke (1978), Berliner Weiße mit Schuß (1985), Weiberwirtschaft (1987), Diese Drombuschs (1992) und zuletzt in den Kriminalserien Im Namen des Gesetzes (1996) und Hinter Gittern – Der Frauenknast (2002).

### Synchronisation

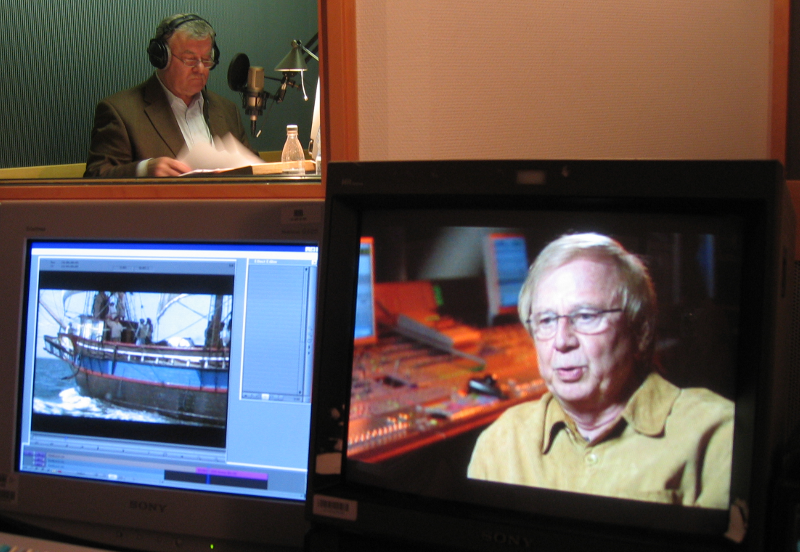
9. Februar 2007: Joachim Kerzel bei der Vertonung der N24-Reportage „Rogue Waves“ in einem Schnittraum.

Während der 1980er Jahre verlagerte Kerzel seinen schauspielerischen Schwerpunkt zunehmend auf die Filmsynchronisation und entwickelte sich durch zahlreiche Hauptrollen in kommerziell erfolgreichen Kinoproduktionen zu einem der bekanntesten und profiliertesten Sprecher der Gegenwart. Seit Die Hexen von Eastwick (1987) wird er regelmäßig für die Synchronisation von Jack Nicholson eingesetzt, seit Hook (1991) für Dustin Hoffman und seit Beginn der 2000er Jahre für Anthony Hopkins wie zuletzt bei Die zwei Päpste (2019). Darüber hinaus lieh Kerzel wiederkehrend Dennis Hopper seine Stimme, darunter in Mad Dog (1976), Blue Velvet (1986), Speed (1994) und Apocalypse Now (2001, Redux-Version). Zu einer Auswahl weiterer Synchronrollen gehören Fredric March in der Fernsehsynchronisation der erstmals 1931 aufgeführten Verfilmung Dr. Jekyll und Mr. Hyde, ferner Harvey Keitel in Die Duellisten (1977) und Das Piano (1993), Jean Reno in Léon – Der Profi (1994) und Die purpurnen Flüsse (2000) sowie Robert De Niro in Es war einmal in Amerika (1984) und The Untouchables – Die Unbestechlichen (1987).
Serienhauptrollen übernahm er für Robert Wagner als Jonathan Hart in Hart aber herzlich (1979–1984 und 1993–1996) und als Al Mundy in Ihr Auftritt, Al Mundy (1968–1970), Lloyd Bochner als Cecil Colby in Der Denver-Clan (1981–1982) sowie Vul Kuolun in der 40-teiligen Zeichentrickserie Captain Future (1980).
Dialogregie führte Kerzel unter anderem in der Kriminalserie Twin Peaks (1990–1991) und den Kinofilmen Rendezvous mit Joe Black (1998), Spy Game – Der finale Countdown (2001) und Der Manchurian Kandidat (2004).
Im Rahmen des Deutschen Synchronpreises 2023 erhielt Kerzel einen Ehrenpreis für sein Lebenswerk und hielt eine Rede, die von Sven Plate und Peter Flechtner aufgezeichnet und online gestellt wurde.

### Off-Stimme
Neben der Synchronisation prägt Kerzel als Off-Sprecher gut zwei Drittel der deutschsprachigen Kino-Trailer sowie zahlreiche Dokumentarfilme. So ist er seit 2005 regelmäßig in den kabel-eins-Magazinen K1 Extra und K1 Doku zu hören, 2010 stellte er seine Stimme unter anderem der Dokumentation Untergang der Republik zur Verfügung. In der Vergangenheit fungierte Kerzel zudem als Off-Sprecher in den Science-Fiction-Fernsehserien Babylon 5 (1994–1998), Outer Limits – Die unbekannte Dimension (1995–2002) sowie dem pseudowissenschaftlichen Magazinableger Galileo Mystery (2007–2009).

### Hörbücher
Als Hörbuchinterpret fand Kerzel vor allem Beachtung mit den von Ken Follett verfassten Bestsellern Die Leopardin (2002), Die Säulen der Erde (2006) und Die Tore der Welt (2008). Laut eigener Aussage war sein erstes Hörbuch Nachtschicht von Stephen King. Für Die Säulen der Erde (Lübbe Audio & BookBeat) wurde er 2008 mit dem Publikumspreis Hörkules und einer Goldenen Schallplatte ausgezeichnet. Weitere verbreitete Lesungen sind Der Exorzist (2001) von William Peter Blatty und Der Fall Maurizius (2003) von Jakob Wassermann sowie die von Stephen King verfassten Werke Das Mädchen (2001), Atemtechnik aus Frühling, Sommer, Herbst und Tod (2002) und Nachtschicht (2008). In den Publikationen Feuerreiter (2004) und Mond und Sterne (2004) vertonte Kerzel Balladen und Gedichte bedeutender Schriftsteller wie Johann Wolfgang von Goethe, Friedrich Schiller und Theodor Fontane. Seit Mitte der 1990er Jahre liest Kerzel zudem sämtliche Werke des französischen Thriller-Autors Jean-Christophe Grangé ein, z. B. Die purpurnen Flüsse (Lübbe Audio & Audible)

### Hörspiele
Im Hörspielbereich ist Joachim Kerzel insbesondere durch die seit dem Jahr 2000 erscheinende Neuauflage der Hörspielreihe Geisterjäger John Sinclair bekannt, in der er bis Folge 46 als Erzähler engagiert war. Gesundheitliche Gründe zwangen in den nachfolgenden acht Episoden zu einer Umbesetzung; die Vertretung übernahm Wolfgang Pampel. Im September 2009 meldete sich Joachim Kerzel mit einer kurzen Videonachricht an die Hörerschaft zurück und setzte seine Mitwirkung seit Folge 55 fort. Ab Folge 71 wurde er jedoch von Alexandra Lange abgelöst. Als Erzähler wurde Kerzel in den Hörspielen zu Star Wars eingesetzt. In der zehn CDs umfassenden Hörspieladaptation des von Frank Schätzing verfassten Thrillers Der Schwarm (2004) sprach er als Biologieprofessor Sigur Johanson einen der Hauptcharaktere. Aufmerksamkeit erlangte überdies die von Walter Filz konzipierte und mit dem Hörspielpreis der Kriegsblinden ausgezeichnete Medien-Satire Pitcher (WDR, 2000), in der Kerzel ironischerweise die Rolle eines „abgehalfterten Synchronsprechers“ übernahm.
Seit 2012 ist Joachim Kerzel Erzähler der Hörspielserie Takimo – Abenteuer eines Sternreisenden.

### Computerspiele
Kerzel setzt seine Stimme nicht zuletzt zur Vertonung von Computerspielen ein, so unter anderem als Erzdämon Legion in Shadow Man (Nintendo 64), als Brian Westhouse und Q’aman in The Longest Journey, als Kaiser Uriel Septim VII. in The Elder Scrolls IV: Oblivion, als Lehrensucher Cho in World of Warcraft: Mists of Pandaria, als Dr. Blackter in Baphomets Fluch 2.5. und als GDI General Jack in Command & Conquer 3: Tiberium Wars.

## Privatleben
Joachim Kerzel war bis zu ihrem Tod 2018 mit der Schauspielerin Maria Körber verheiratet und lebt in Berlin.

## Filmografie (Auswahl)
| - 1972: Das Jahrhundert der Chirurgen - 1973: Der Zweck heiligt die Mittel - 1974: Keine Spürhunde für den Fiskus - 1976: Unter einem Dach (Fernsehserie): Wanzen - 1977: Gruppenbild mit Dame - 1978: Café Wernicke (Fernsehserie) - 1978: Kommissariat 9: Der Zapfhahn - 1979: Der Architekt der Sonnenstadt - 1980: Meister Timpe - 1980: Fast wia im richtigen Leben - 1984: Die Krimistunde (Fernsehserie, Folge 10, Episode: „Ich spiel Sie an die Wand“) |  | - 1985: Die Krimistunde (Fernsehserie, Folge 14, Episode: „Zwei Fliegen mit einer Klappe“) - 1985: Berliner Weiße mit Schuß - 1987: Die große Käseverschwörung - 1987: Weiberwirtschaft - 1989: Bangkok Story - 1989: Lukas und Sohn - 1991: Ein seltsames Paar - 1992: Diese Drombuschs - 1996: Im Namen des Gesetzes - 2002: Hinter Gittern – Der Frauenknast (Gastrolle: Norbert Jablonski) |  |

## Hörspiele (Auswahl)
- 1973: Rolf Dieter Brinkmann: Besuch in einer sterbenden Stadt – Regie: Ulrich Gerhardt (WDR)
- 1978: Robert Ivan McKenna: Vor Morgen früh (Gary) – Regie: Erika Reichenbach (RIAS Berlin)
- 1979: Albertine Junker: Ein Mann für Muttern. Damals war’s – Geschichten aus dem alten Berlin (Dr. Cäsar Zeisig, Arzt) (Geschichte Nr. 31 in 12 Folgen) – Regie: Paul Esser (RIAS Berlin)[11]
- 1982: Johanna von Politz: Glück im Winkel. Damals war’s – Geschichten aus dem alten Berlin (Onkel Oskar Neese, Kriminalpolizist) (Geschichte Nr. 35 in 6 Folgen) – Regie: Horst Kintscher (RIAS Berlin)[11]
- 2000: Walter Filz: Pitcher – Regie: Walter Filz (WDR, 2005 auch als CD bei Random House Audio)

## Auszeichnungen
- 2003: Deutscher Preis für Synchron in der Kategorie „Herausragende männliche Synchronarbeit“ als Stimme von Jack Nicholson in About Schmidt
- 2006: Platin-Schallplatte für das Hörbuch Die Säulen der Erde[12]
- 2008: Hörkules für das Hörbuch Die Säulen der Erde
- 2009: Goldene Schallplatte für das Hörbuch Jean-Christophe Grangé, Die purpurnen Flüsse
- 2017: Platin-Schallplatte für das Hörbuch Stephen King – Das Mädchen
- 2020: Deutscher Schauspielpreis – Synchronpreis „Die Stimme“[13]
- 2023: Deutscher Synchronpreis – Ehrenpreis für sein Lebenswerk